# 川棚町
川棚町（かわたなちょう）は、長崎県中央部にある町。東彼杵郡に属する。大村湾に南面し眺望に優れる。

## 地理
長崎県の本土中部、大村湾北岸に位置し、川棚川の中流から下流域を町域とする。東は東彼杵町と佐賀県嬉野町、北は波佐見町、西は佐世保市と隣接し、南は大村湾に面している。
町域の東部は虚空蔵山を中心とした山岳地帯で平地が少なく、西部は白岳を背にして丘陵が連なり、耕地が多い。川棚川の流域は水田が開ける。大村湾に面する西部海岸はリアス式海岸で、海域には小島が点在する。大崎半島は黒曜石の産出地の１つであり、小串は肥前国風土記にまつわる天然真珠の名産地であった。
- 山：虚空蔵山（こくぞうさん）、高見岳、八幡山、白岳
- 島嶼：瀬戸ノ島、葉島、弁天島
- 半島：大崎半島
- 河川：川棚川、石木川、猪乗川
- 港湾：大村湾、川棚港

### 隣接市町村
- 長崎県佐世保市・東彼杵郡波佐見町・東彼杵町
- 佐賀県嬉野市

## 地域

### 人口
| |                                        |  |
| 川棚町と全国の年齢別人口分布（2005年） | 川棚町の年齢・男女別人口分布（2005年） |  |
| ■紫色 ― 川棚町 ■緑色 ― 日本全国 | ■青色 ― 男性 ■赤色 ― 女性              |  |
| 川棚町（に相当する地域）の人口の推移 \| 1970年（昭和45年） \| 13,409人 \| \| \| 1975年（昭和50年） \| 13,912人 \| \| \| 1980年（昭和55年） \| 14,479人 \| \| \| 1985年（昭和60年） \| 14,735人 \| \| \| 1990年（平成2年） \| 14,599人 \| \| \| 1995年（平成7年） \| 15,064人 \| \| \| 2000年（平成12年） \| 15,325人 \| \| \| 2005年（平成17年） \| 15,158人 \| \| \| 2010年（平成22年） \| 14,651人 \| \| \| 2015年（平成27年） \| 14,067人 \| \| \| 2020年（令和2年） \| 13,377人 \| \| |                                        |  |
| 総務省統計局 国勢調査より |                                        |  |
| 1970年（昭和45年） | 13,409人                               |  |
| 1975年（昭和50年） | 13,912人                               |  |
| 1980年（昭和55年） | 14,479人                               |  |
| 1985年（昭和60年） | 14,735人                               |  |
| 1990年（平成2年） | 14,599人                               |  |
| 1995年（平成7年） | 15,064人                               |  |
| 2000年（平成12年） | 15,325人                               |  |
| 2005年（平成17年） | 15,158人                               |  |
| 2010年（平成22年） | 14,651人                               |  |
| 2015年（平成27年） | 14,067人                               |  |
| 2020年（令和2年） | 13,377人                               |  |

### 地名
郷を行政区域とする。大字は設置していない。川棚町では土地改良事業の換地処分などに伴い、境界変更や新郷名・町名の設置が行われている。
住所表記として用いられる郷・町の他に、行政上の単位で、自治会としても用いられる行政区の所属についても併記する。
- 石木郷（いしきごう）

行政区: 石木、岩屋(一部)
- 猪乗川内郷（いのりごうちごう）

行政区: 猪乗
- 岩屋郷（いわやごう）

行政区: 川原、岩屋(大部分)
- 小串郷（おぐしごう）

行政区: 東小串、西小串、惣津、大崎(西半)
- 上組郷（かみぐみごう）

行政区: 上組
- 五反田郷（ごたんだごう）

行政区: 五反田
- 木場郷（こばごう）

行政区: 木場
- 下組郷（しもぐみごう）

行政区: 下組、国病、平島1-4丁目、新町、宿(西半)
- 白石郷（しろいしごう）

行政区: 尾山、東白石、西白石、琴見ヶ丘
- 新谷郷（しんがえごう）

行政区: 新谷(大部分)
- 中組郷（なかぐみごう）

行政区: 野口、中組、宿(東半)
- 三越郷（みつごえごう）

行政区: 三越、大崎(東半)
- 百津郷（ももづごう）

行政区: 上百津、下百津、岩立、新百津・若草・旭ヶ丘(大部分)、城山、栄町、数石(一部)
- 小音琴郷（こねごとごう） - 1943年、彼杵町（現・東彼杵町）より一部を編入。

行政区: 山手、数石(大部分)、新百津・若草・旭ヶ丘(一部)
- 中山郷（なかやまごう） - 1943年、波佐見町より一部を編入。

行政区: 中山
- 栄町（さかえまち） - 1949年、百津郷より分立。

行政区: 栄町(大部分)
- 城山町（しろやまちょう） - 1953年、百津郷より分立。

行政区: 城山(大部分)

## 歴史
- 一農漁村としての歴史を歩んでいるが、太平洋戦争中は川棚海軍工廠が建設され、一時的に人口が急増した。魚雷試験場や特攻隊震洋の訓練施設などもあったことから、現在でも海軍工廠・海軍に関する遺跡や記念碑などが存在する。臨海部の海軍工廠跡地は大手企業の工場が複数誘致されている。

### 中世
- 鎌倉時代から地頭の河棚氏が知行。
- 1420年（応永27年）- 松浦郡志佐白浜の源沙弥道林が、大般若経（591巻）を中組郷の長浜大明神宮に施入。1486年（文明18年）出羽国立石寺の如円が、大般若経を長浜大明神宮から壱岐国の安国寺に施入替え。大般若経は1983年（昭和58年）6月に国重要文化財に指定された[2]。

### 近現代

#### 昭和
- 1949年（昭和24年）- 町内に昭和天皇が行幸（昭和天皇の戦後巡幸）。川棚高校の校庭に奉迎場が設けられ、周辺町村の戦没者遺族、引揚者も含めて奉迎が行われた。国際陶器を視察[3][4]。
- 1958年（昭和33年）- 役場新庁舎が完成（旧庁舎）。
- 1972年（昭和47年）- 佐世保地域広域市町村圏組合に加盟。

#### 平成
- 1996年（平成8年）10月 - 町の一部で公共下水道の供用を開始。[5]
- 2001年（平成13年）4月 - 佐世保市より川棚町に合併協議の呼びかけが行われた[6]。
- 2002年（平成14年）
  - 3月 - 東彼杵郡任意合併協議会が設置される。
  - 8月～9月
    - 大村市と東彼杵町との合併案を大村市が可決し、東彼杵町が否決した。
    - 東彼杵郡3町での合併案が、該当3町（東彼杵町と川棚町、波佐見町）で可決。
- 2004年（平成16年）
  - 3月 - 川棚町が合併協議会の離脱を表明。合併協議会は休止状態になる。
  - 7月 - 川棚町が合併協議会に復帰。合併協議会を再開。
- 2005年（平成17年）3月 - 3町での合併を断念。協議会を解散。
- 2007年（平成19年）4月 - 長崎県よりパスポート業務が川棚町に移管され、川棚町民は川棚町役場（本庁）でのパスポートの申請・受け取りができるようになった。[7]
- 2008年（平成20年）4月 - 佐世保市より合併の提案・打診があったが、拒否。
- 2009年（平成21年）
  - 3月
    - 東彼杵郡合併協議会が住民発議により再び設置。
    - 1972年（昭和47年）より加盟していた佐世保地域広域市町村圏組合が解散。

  - 6月 - 川棚町、波佐見町が協議会解散を提案、合併が白紙に。
  - 8月 - 協議会解散が川棚町、波佐見町で可決。東彼杵町で否決。このように3町で合意にいたらず、協議会は休止状態となったが、実質的な解散となった。
- 2019年（平成31年・令和元年）
  - 1月
    - 西九州させぼ広域都市圏に参加。[8]

### 行政区域の変遷
- 1814年（文化11年） - 彼杵郡東川棚村及び西川棚村が合併して、川棚村が発足する。
- 1871年（明治4年）
  - 旧暦7月14日（8月29日） - 廃藩置県により、大村県の管轄となる。
  - 旧暦11月14日（12月25日） - 第1次府県統合により、長崎県の管轄となる。
- 1878年（明治11年）10月28日 - 郡区町村編制法の長崎県での施行により、川棚村を含む彼杵郡1町20村の区域に行政区画としての東彼杵郡が発足する。
- 1889年（明治22年）
  - 4月1日 - 町村制の施行により、東彼杵郡川棚村の区域をもって、東彼杵郡川棚村が発足する。
  - 月日不詳 - 五反田郷の区域の内、字梅高野の区域を下波佐見村（現・波佐見町）に編入する。
- 1934年（昭和9年）11月3日 - 川棚村が町制施行して、川棚町となる。
- 1943年（昭和18年）- 彼杵町（現・東彼杵町）小音琴郷の区域の一部を編入する。
- 1960年（昭和35年）- 波佐見町中山郷の区域の一部を編入する。
- 1962年（昭和37年）- 波佐見町中山郷の区域の内、平野地区の区域の一部を編入する、現在の行政区画となる。

## 行政

### 町政

#### 町章
- 川棚の「カ」・「ワ」・「タ」・「ナ」の文字をモチーフに町民の融和・団結を願い、丸く図案化された。

#### 町長
- 現職 - 波戸勇則（2022年9月～、1期目）

#### 町議会
- 川棚町議会 定数14

#### 組織
- 町長
  - 副町長
    - 総務課 - 行政係、選挙管理委員会、防災交通係、情報法規係
    - 企画財政課 - 企画調整係、財政管財班、パスポート窓口
    - 国体推進室 - 国体[9]推進係
    - 税務課　- 住民税係、資産税係、収納対策係
    - 健康推進課 - 健康増進係、介護保険班、国保年金係
    - 住民福祉課 - 住民係、生活環境係、社会福祉係、子育て支援班
    - 会計課 - 会計係
    - 産業振興課 - 農林水産係、技術係、商工観光係
    - 農業委員会
    - 建設課 - 総務管理係、建設係
    - ダム対策室 - ダム対策係
    - 水道課 - 上水道総務係、上水道施設係、下水道総務係、下水道施設係
- 議会（議長・副議長・議員）- 事務局
- 教育委員会 （教育長）- 教育総務係、社会教育係、給食センター

#### 庁舎

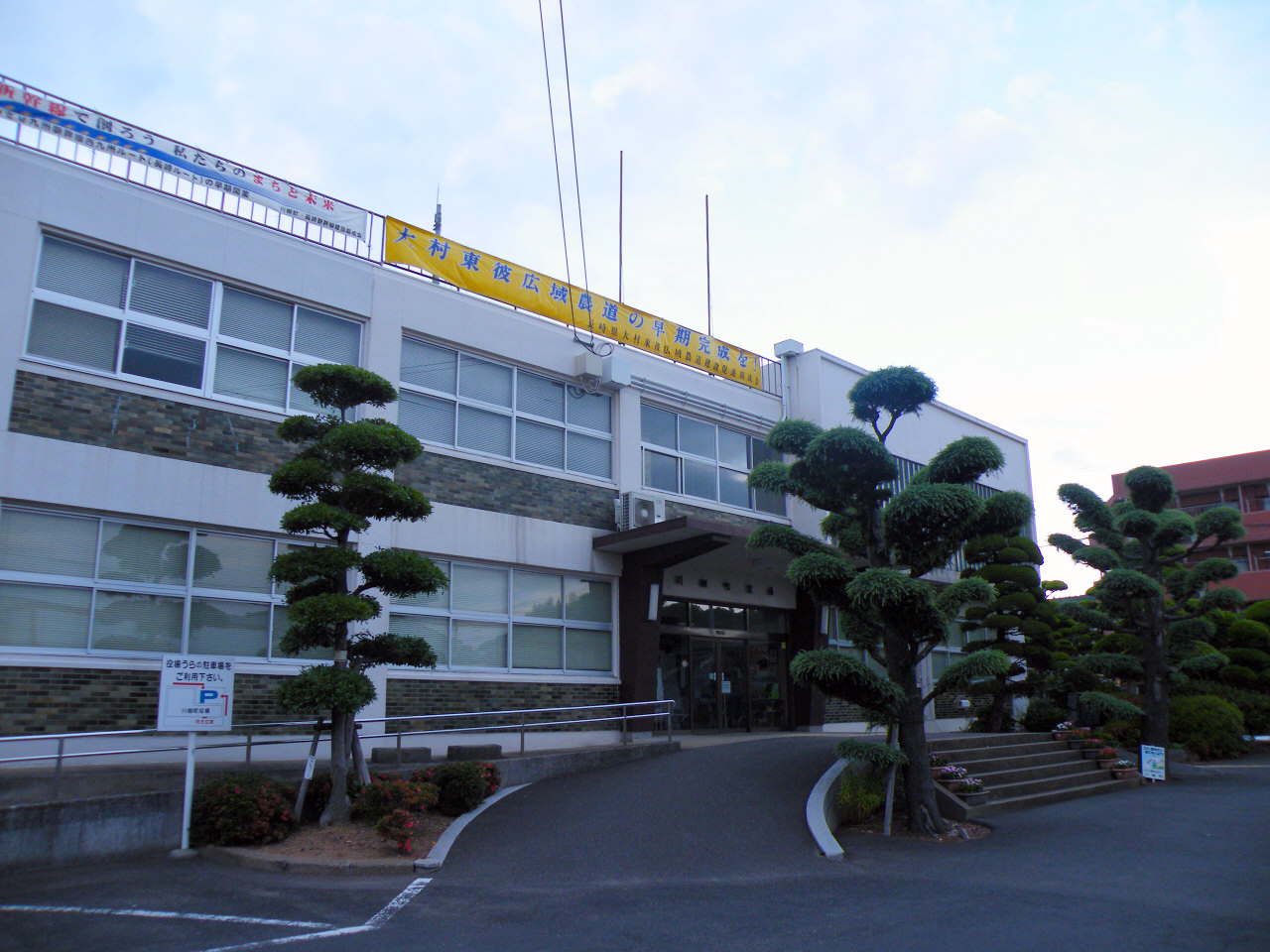
旧川棚町役場庁舎

2022年（令和4年）3月22日、鉄筋コンクリート3階建ての新庁舎が完成した。
- 川棚町役場
  - 本館
  - 別館
  - 第2別館

#### 消防
- 佐世保市消防局（佐世保市に委託）
  - 東消防署（佐世保市広田1-16-19）
    - 東彼出張所（とうひ、大音琴郷187-1）

#### ごみ処理
- 東彼地区保健福祉組合（東彼杵町・川棚町・波佐見町）
  - 事務局（東彼杵町蔵本郷95-1）
  - 東彼地区清掃工場（ごみ処理場、川棚町白石郷282）
  - 東彼地区環境センター（し尿処理場、東彼杵町蔵本郷95-1）

### 県政

#### 県議会
- 長崎県議会 東彼杵郡（川棚町・波佐見町と合わせて）選挙区 定数1

#### 県の出先機関
- 長崎県土木部河川課（長崎市）
  - 長崎県石木ダム建設事務所（川棚町）
- 県北振興局（佐世保市）
  - 管理部、税務部、商工水産部
  - 建設部
  - ただし農林部・保健部に関しては別。下記参照。
- 県央振興局（諫早市）
  - 農林部、保健部（県央保健所）
- 長崎県川棚食肉衛生検査所（川棚町） - 県央保健所の前身である大村保健所から1989年（平成元年）に独立した組織。

#### 警察
- 長崎県川棚警察署
  - 川棚駅前交番（川棚町百津郷420-29）

### 国政

#### 衆議院
- 任期 ： 2017年（平成29年）10月22日 - 2021年（令和3年）10月21日（「第48回衆議院議員総選挙」参照）

| 選挙区 | 議員名   | 党派名     | 当選回数 | 備考   |
| --- | -------- | ---------- | -------- | ------ |
| 長崎県第3区（川棚町、佐世保市（早岐・三川内・宮の各支所管内）、大村市、壱岐市、五島市、対馬市、東彼杵郡、小値賀町、新上五島町） | 谷川弥一 | 自由民主党 | 6        | 選挙区 |

#### 国の出先機関
- 町内にはない。

#### 医療

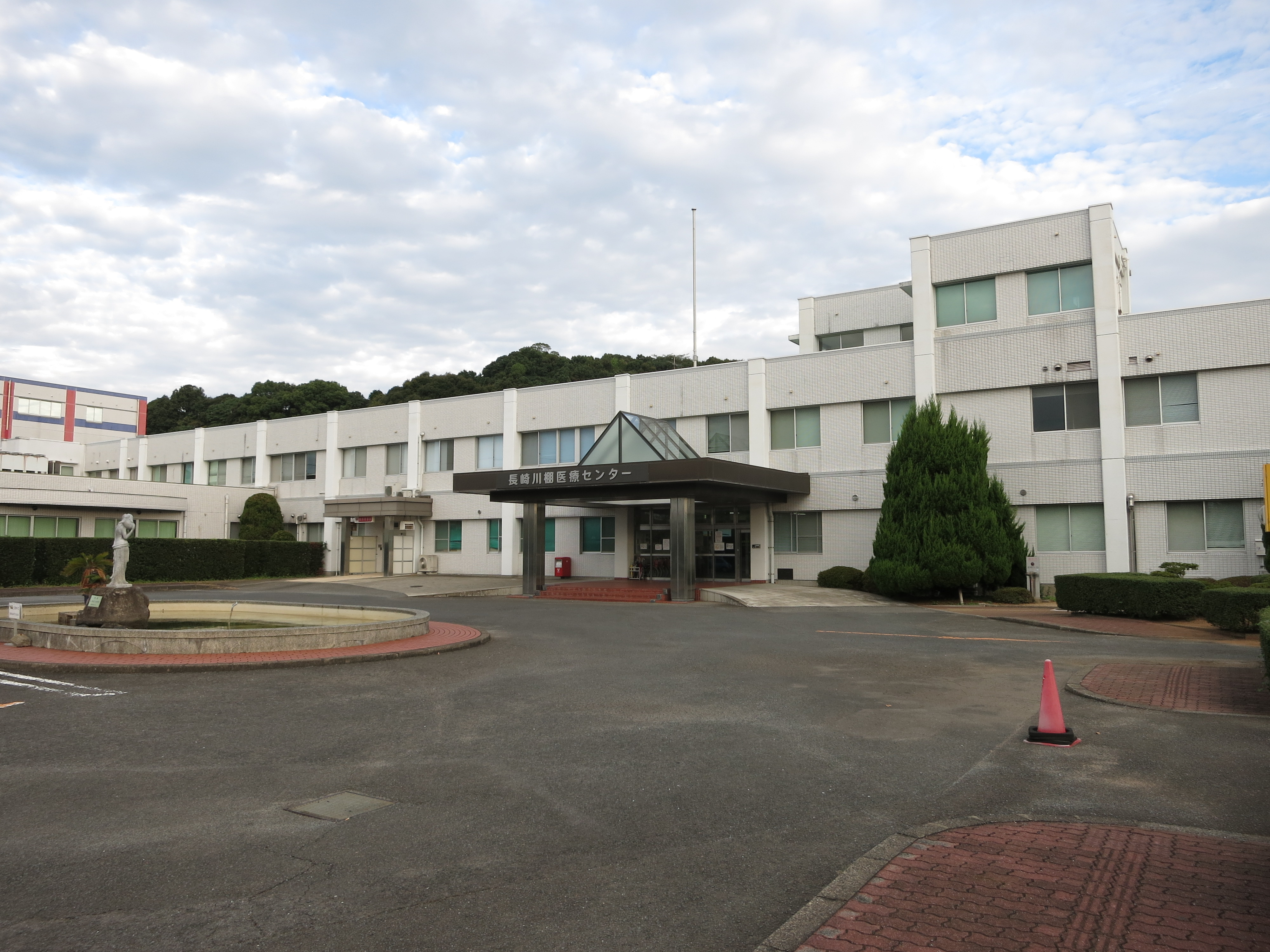
長崎川棚医療センター

- 国立病院機構長崎川棚医療センター（285床、旧国立療養所川棚病院）
- 東彼杵郡医師会

## 産業

### 農業
- 米（棚田で栽培）、トマト（特に小串地区）、ハウスみかん、イチゴ（「さちのか」、「とよのか」、「みつこ」の3品種）、アスパラガス、玉ねぎ、ながさき和牛

### 漁業
- 大村湾で捕れるシャコ、ナマコなど。
- 観光業 - 名所・旧跡・観光スポットの有効活用（下記参照）。イベント（祭り）の企画・実施。

### 工業
- 軽工業
  - 食品加工業
    - 日本ハムファクトリー株式会社長崎工場[11]
    - 日本フードパッカー株式会社[12]川棚工場

  - 繊維・衣料 - 株式会社カメオカ長崎工場

- 重工業
  - クアーズテック長崎株式会社（旧 東芝セラミックス長崎→コバレントマテリアル長崎） - 合成石英製品を始め、各種耐熱材料等、多様な製品を製造している。[13]
  - 株式会社ディーシー長崎工場[14] - コンクリート製品の製造。
  - 株式会社五島鉱山川棚工場 - 耐火材料の製造。

### 商業
- 商店街 - 栄町商店街、江川橋通り商店街
- スーパーマーケット - エレナ、マルキョウ川棚店等。
- ホームセンター - ユートク川棚店

### 商工会
- 東彼商工会[15]
  - 2008年（平成20年）に東彼杵郡3町の川棚町商工会、東彼杵町商工会、波佐見町商工会が合併し、東彼商工会となった。
    - 川棚町商工会が東彼商工会（本所）
    - 東彼杵町商工会、波佐見町商工会はそれぞれ東彼杵支所、波佐見支所となる。

## 金融
- 銀行
  - 十八親和銀行川棚支店
  - 十八親和銀行川棚中央支店
- 郵便局（ゆうちょ銀行）
  - 集配局（1局）- 窓口業務に加え、郵便物の集配業務も行う。
    - 川棚郵便局 - 郵便番号が859-36で始まる地域（川棚町全域）の集配を担当。

  - 無集配局（1局）- 窓口業務のみを行う。
    - 小串郵便局
- 農業協同組合（JAバンク）
  - 長崎県央農業協同組合（JAながさき県央）
    - 川棚支店
      - 他に葬祭センター、旅行センター、給油所、共済・事故相談センター、営農・農機センター、農産物直売所（グリーン東彼新鮮市場）、みかん選果場等を運営している。
- 漁業協同組合（JFマリンバンク）
  - 川棚漁協があるが、信用事業（JFマリンバンクが行う貯金・貸出・為替等の金融業務）は行っていない。

## 教育

### 高等学校
- 長崎県立川棚高等学校

### 中学校
町立
- 川棚中学校（中組郷1370-3）

### 小学校
町立
- 川棚小学校（中組郷1555）
- 石木小学校（いしき、石木郷120-2）
- 小串小学校（おぐし、小串郷1207）

### 幼稚園
私立
- みのり幼稚園（上組郷1587）
- 川棚純心こども園（城山町38）

### 保育所
認可（町立）
- 小串保育所（小串郷944-1）

認可（私立）
- 茨木保育園（いばらき、城山町38）
- 川棚みのり保育園（上組郷1587-38）
- みつば乳児保育園（下組郷24-4）
- サルビア保育園（小音琴郷465-65）

### 特別支援学校
- 長崎県立川棚特別支援学校
- 長崎県立桜が丘特別支援学校

### 文化・スポーツ施設
- 総合文化センター（中組郷1506、町役場のそば）
  - 勤労青少年ホーム[16]
  - 中央公民館 - 歴史民俗資料室、図書室等。
  - 公会堂 - ホール（収容人数は固定座席 1,030席に加え、車椅子スペース10台分。映写設備あり。）[17]
- 柔道場・剣道場（中組郷1533-1）
- 勤労者体育センター（下組郷344-1）
  - 体育室、卓球場、会議室
- 中央公園内施設 - 野球広場、テニスコート（下組郷338）
- 川棚大崎自然公園交流広場 ホッケー場（小串郷217）

## 交通
- 最寄り空港は長崎空港（大村市）。

### 鉄道
- 九州旅客鉄道（JR九州）
  - 大村線
    - 小串郷駅 - 川棚駅（快速列車停車駅）

### バス路線

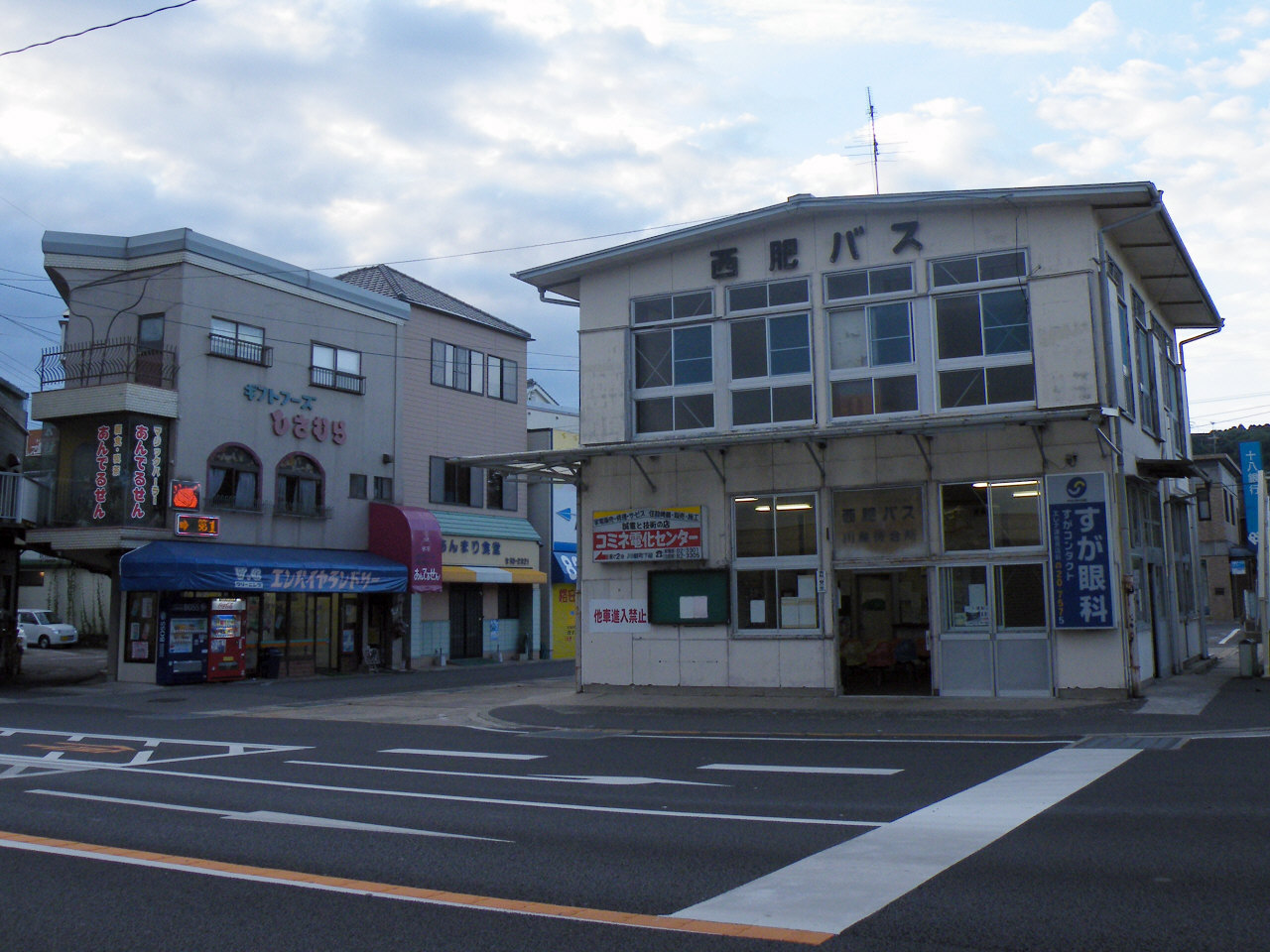
川棚バスセンター

- 西肥自動車 - 川棚バスセンターを拠点として隣の佐世保市・波佐見町に運行している。また長崎空港連絡バスも町内を運行しており長崎空港以外で乗降することも可能で、町内と佐世保市・佐々町・東彼杵町の間の移動にも利用可能。
  - 佐世保BC・重尾 - 早岐駅前 - ハウステンボス駅前 - 南風崎 - 小串 - 川棚BC
  - 長崎空港バス：佐々インター - 佐々BC - 佐世保駅前 - 早岐田子の浦 - ハウステンボス - 川棚BC - 彼杵本町 - 長崎空港
  - 内海 - 波佐見役場前 - 波佐美神社 - 五反田 - 川棚BC
- 東彼杵町営バス - 国道205号を通り川棚町中心部と東彼杵町中心部を結ぶ。
  - JA川棚支店 - 川棚BC - 浦漁港 - 彼杵駅前 - 東彼杵町営BC

なお、町内で利用可能な高速バスはない。

### 道路

#### 一般国道
- 国道205号

#### 県道
主要地方道
- 長崎県道4号川棚有田線

町内には高速道路は通っていない。最寄りICは隣の東彼杵町にある長崎道東そのぎIC。

## 名所・旧跡・観光スポット・祭事・催事
自然・景色
- 大崎自然公園
  - 公園内にインドクジャクの鳥類園「クジャク園」がある。フラミンゴ、ウサギ、ポニーがいる。
- 木場日向の棚田（日本の棚田百選の地）

温泉、宿泊
- 川棚大崎温泉しおさいの湯
- 国民宿舎 くじゃく荘

海水浴場
- 大崎海水浴場

史跡・遺物
- 徳島古墳の石棺群 - 箱式石棺6基を検出。数十基はあったものと考えられる[18]。
- 永仁五年銘緑泥五輪塔 - 永仁5年（1297年）製。長崎県最古の五輪塔。石材は西彼杵半島の緑泥片岩[19]。
- 七浄寺跡の宝篋印塔群[20]
- 河原城址 - 大内義隆の軍勢が攻め来た時、矢次某なるものが大将となって立て籠もり麻生某を討ち取ったと伝えられる。[21] [22]
- 百津聖観音 - 中国明末清初時代の渡来仏で、県下では稀な存在の貴重なもの[23]。
- キリシタン墓碑 - 全国的にも珍しい自然石に和洋折衷の碑銘[24]。

戦争遺跡
- 城山公園（別名「工廠の見える丘公園」）
- 川棚魚雷艇訓練所跡
- 魚雷発射試験場跡[25]
- 特攻殉国の碑

その他

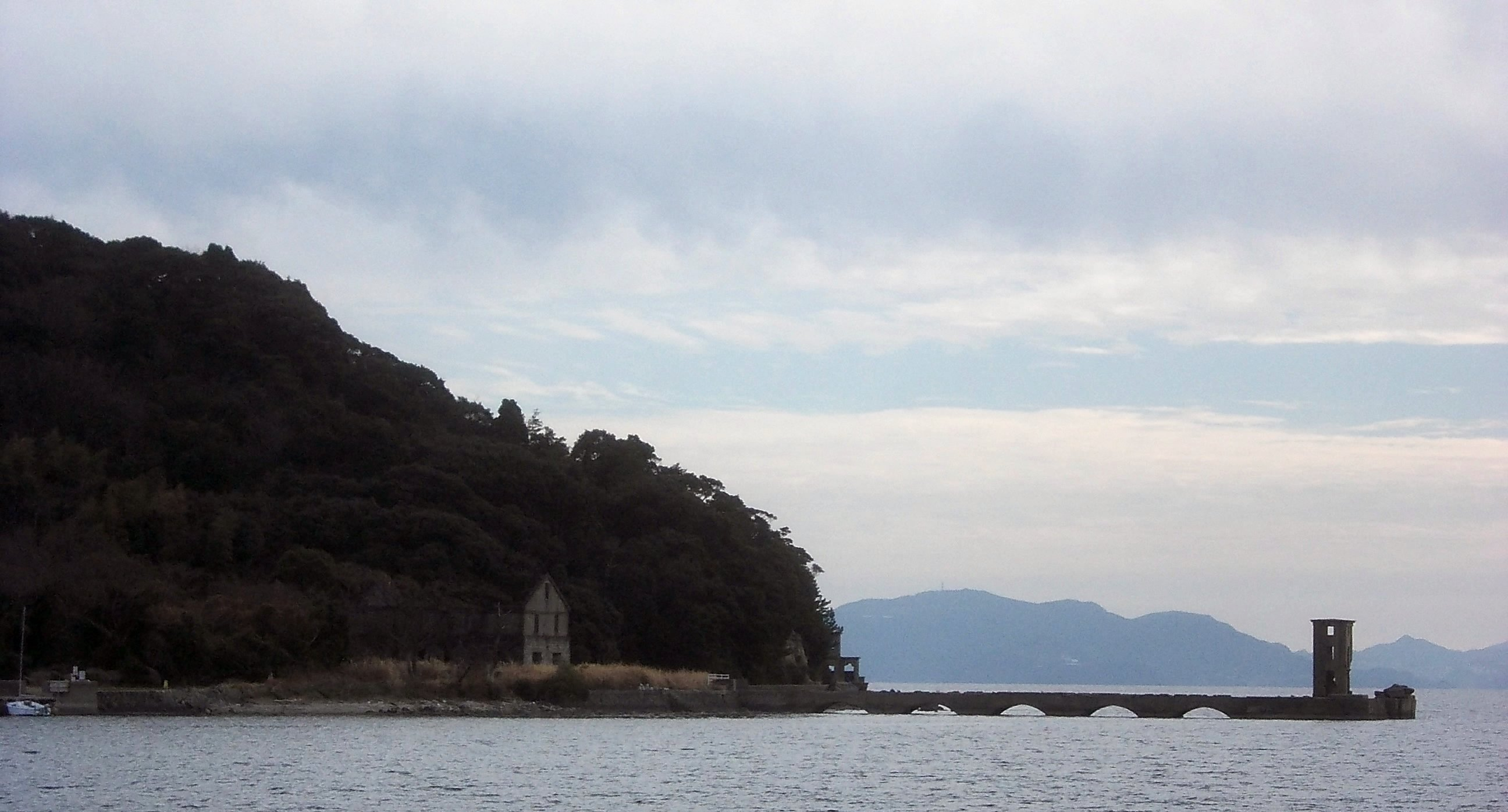
魚雷発射試験場跡

- あんでるせん（喫茶店だが、主人が超能力ショーを披露するということで、見物客がいる）
- 犬のほいくえん、ドッグパーク（大崎半島。外部リンク参照）

イベント（祭り）
- 5月 - くじゃく祭り（大崎くじゃく園 風の広場）
- 7月 - 祇園祭（下組地区～平島地区）
- 8月 - かわたな夏まつり（お盆あたり、平島地区・川棚町漁港で開催）、
- 9月 - かわたな“かっちぇて[26]YOSAKOI祭り”[27] （9月末開催）
- 10月 - おくんち（石木地区、川棚八幡神社）、木場棚田だんだんまつり（木場郷公民館 棚田周辺）、川棚大崎わいわい祭り（大崎自然公園 大崎海水浴場駐車場）
- 11月 - 第30回大村湾鯛釣り大会（大村湾内での大会。西海橋からは出られない。）
- 12月 - 川棚駅前ステーションツリー点灯式（第１日曜日　東彼商工会青年部川棚支部主催）
- 2月 - 大崎ロードレース大会（大崎半島～小串郷駅）
- 3月 - 第45回川棚町駅伝大会（川棚町内）、虚空蔵山登山会（虚空蔵山）

## 著名な出身者
- 朝永三十郎（京都大学名誉教授、哲学者ノーベル物理学賞受賞者の朝永振一郎の父）(1871～1951)
- 朝永正三[28]（京都大学機械工学科初代教授、三十郎の兄）
- 岩松了（俳優、作家、劇作家、演出家、映画監督）
- 百武義成（サッカー選手）
- 尾崎雄二（競艇選手、元サッカー選手）
- 小口彦太（江戸川大学学長、早稲田大学名誉教授、中国人民大学誉客座教授）

## ローカルヒーロー
- 2008年（平成20年）、東彼商工会川棚支部青年部の力を借り、ローカルヒーローの「かわたな戦隊クジャクマン」[29]が作られた。
- 2012年（平成24年）、「かわたな戦隊クジャクマンZ」へ、ヴァージョンアップ。